# Xã South Harbor, Quận Mille Lacs, Minnesota
Xã South Harbor (tiếng Anh: South Harbor Township) là một xã thuộc quận Mille Lacs, tiểu bang Minnesota, Hoa Kỳ. Năm 2010, dân số của xã này là 800 người.